# Tibat

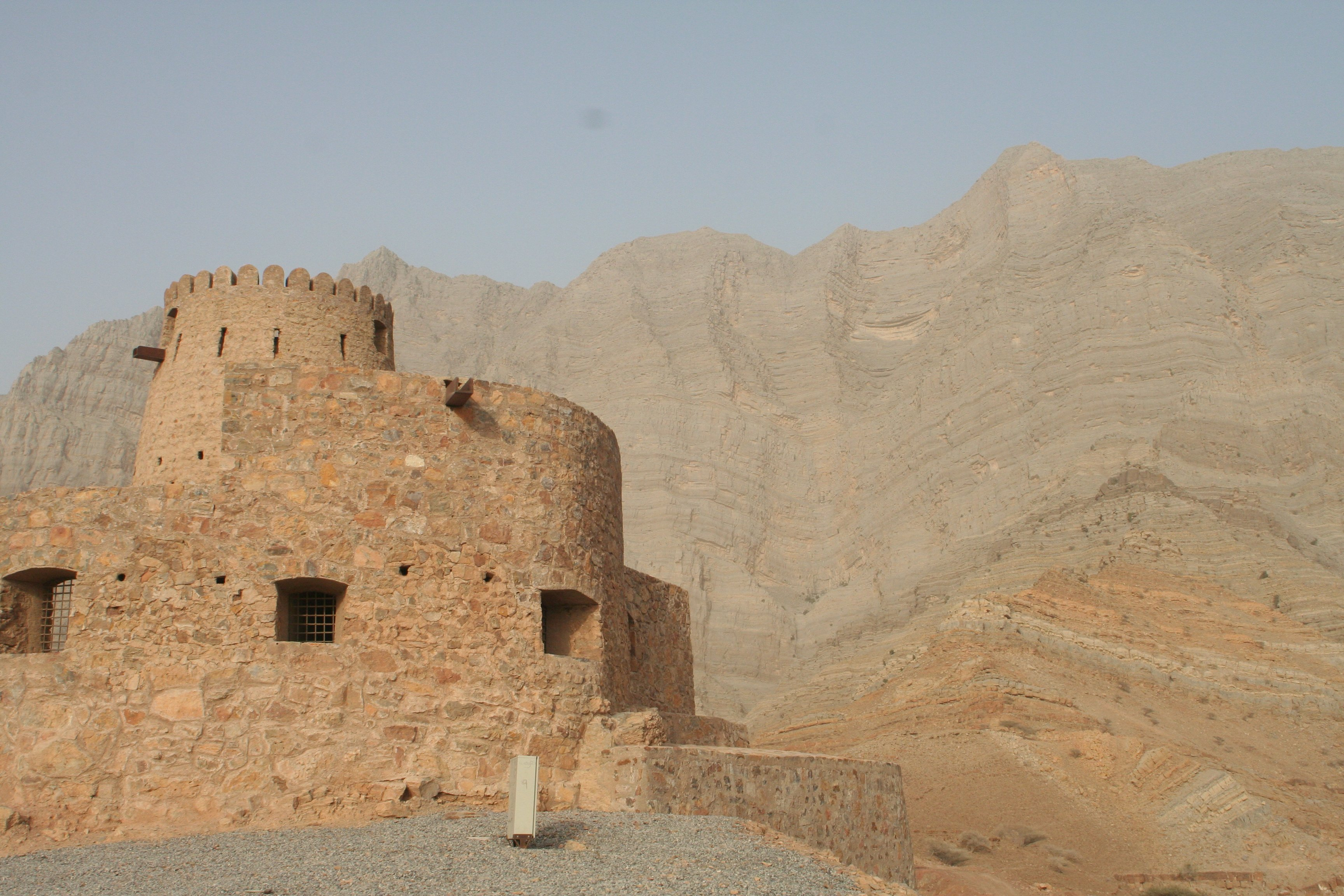
Le fort de Tibat

Tibat (ou Tibba) est une localité côtière du Golfe d'Oman, située au Nord-Ouest du Sultanat d'Oman, dans le Gouvernorat de Moussandam à la frontière avec les Émirats arabes unis.
Tibat possède un fort.